# Aedes banksi
Aedes banksi är en tvåvingeart som beskrevs av Edwards 1922. Aedes banksi ingår i släktet Aedes och familjen stickmyggor.
Artens utbredningsområde är Filippinerna. Inga underarter finns listade i Catalogue of Life.